# Bazylika Notre-Dame de Marienthal w Haguenau
Bazylika Notre-Dame de Marienthal (fr. Basilique Notre-Dame de Marienthal) – rzymskokatolickie sanktuarium maryjne znajdująca się we francuskim mieście Haguenau, w dzielnicy Marienthal. 
Jest siedzibą parafii św. Józefa.

## Historia
Początki kościoła sięgają ok. 1250 roku, kiedy to rycerz Albert de Haguenau rozpoczął tu budowę klasztoru. Sprowadził on do niego wilhelmitów z klasztoru Gräfinthal w kraju Saary. Kompleks został zniszczony podczas wojny stuletniej. Podczas odbudowy w latach 1460-1520 kościołowi nadano gotycki wygląd. Wtedy też we wnętrzu ustawiono figurę stojącej Matki Bożej trzymającej Dzieciątko Jezus, zwanej Notre-Dame de la Joie (pl. Matka Boża Radosna). Świątynia stała się celem pielgrzymek.
W 1617 przeor Udalric Sturner przeszedł na protestantyzm i sprzedał klasztor miastu Haguenau. Od tej pory nabożeństwa odbywały się nieregularnie, co skutkowało zmniejszeniem liczby pielgrzymów. W tym samym roku opiekę nad kompleksem przekazano jezuitom. 
W latach 1720–1725 sanktuarium odwiedzała kilka razy do roku późniejsza królowa Francji, Maria Leszczyńska, która mieszkała wtedy w Wissembourgu. Królowa zawdzięczała Madonnie z Marienthalu małżeństwo z Ludwikiem XV. Maria ofiarowała klasztorowi kilka monstrancji, a 5 marca 1727 przekazała sanktuarium dwie złote korony, którymi ukoronowano rzeźbę Maryi. W 1765 kompleks został odebrany jezuitom przez Ludwika XV i przekazany rok później biskupowi Strasburga.
We wrześniu 1859 odbyła się koronacja figury Matki Bożej Litościwej, na uroczystość przybyło ok. 10 tysięcy pielgrzymów. W 1863 rozpoczęto budowę neogotyckiego kościoła, poświęcenie ukończonej budowli w 1866 zgromadziło 20 tysięcy osób. W 1892 papież Leon XIII wyniósł świątynię do godności bazyliki mniejszej. 
Podczas II wojny światowej zniszczone zostały wszystkie witraże, a mury bazyliki zostały uszkodzone. Figura Matki Bożej Radosnej została ukryta w Saint-Dié-des-Vosges, gdzie uniknęła zniszczenia.

## Architektura i wyposażenie
Świątynia neogotycka, trójnawowa. Wnętrze kościoła zdobią dwie figury Maryi – Matki Bożej Litościwej (siedzącej) oraz Matki Bożej Radosnej (stojącej). Na emporze znajdują się organy z 1962, z pedałem i 44 rejestrami.

## Galeria

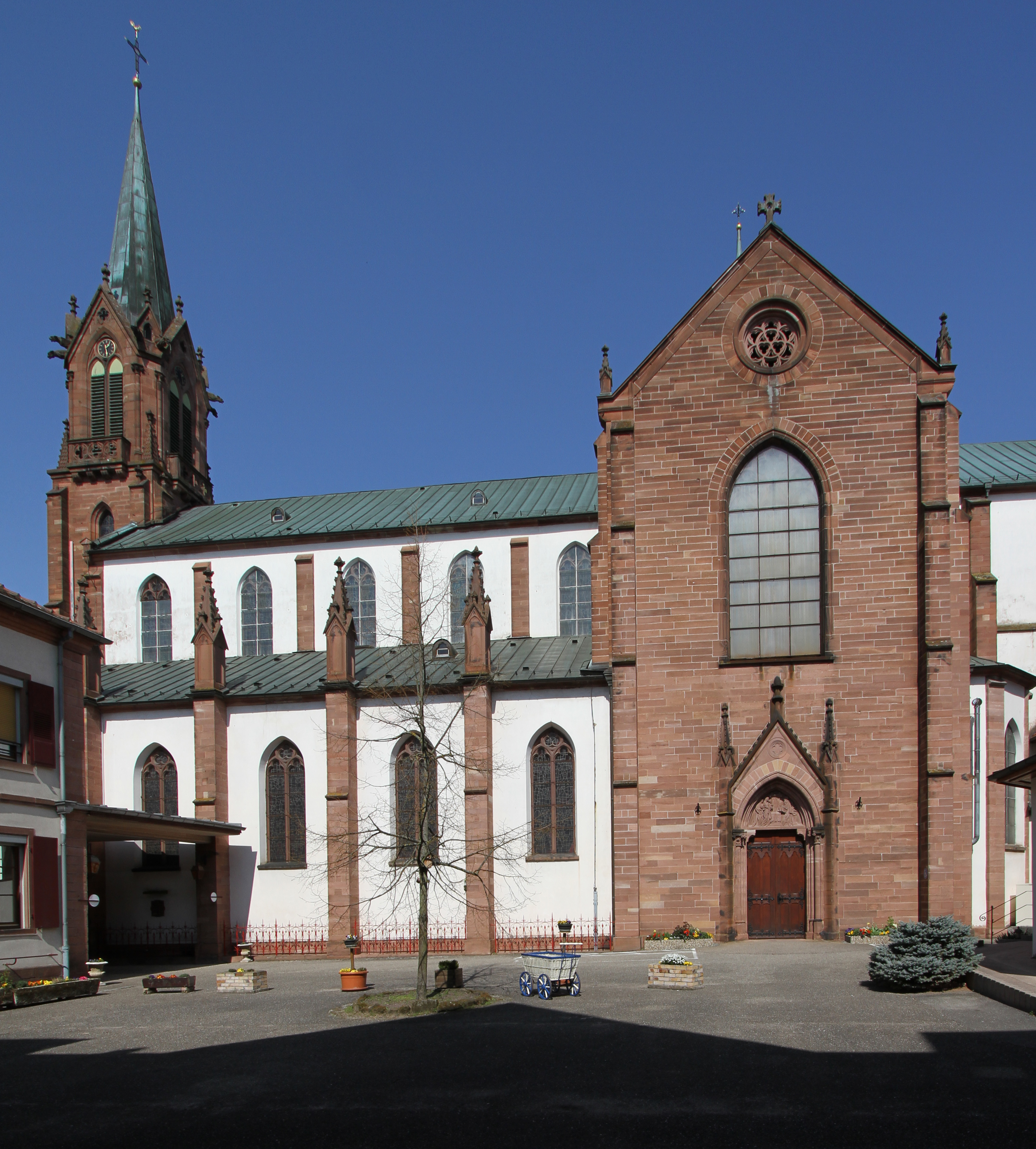
Elewacja południowa
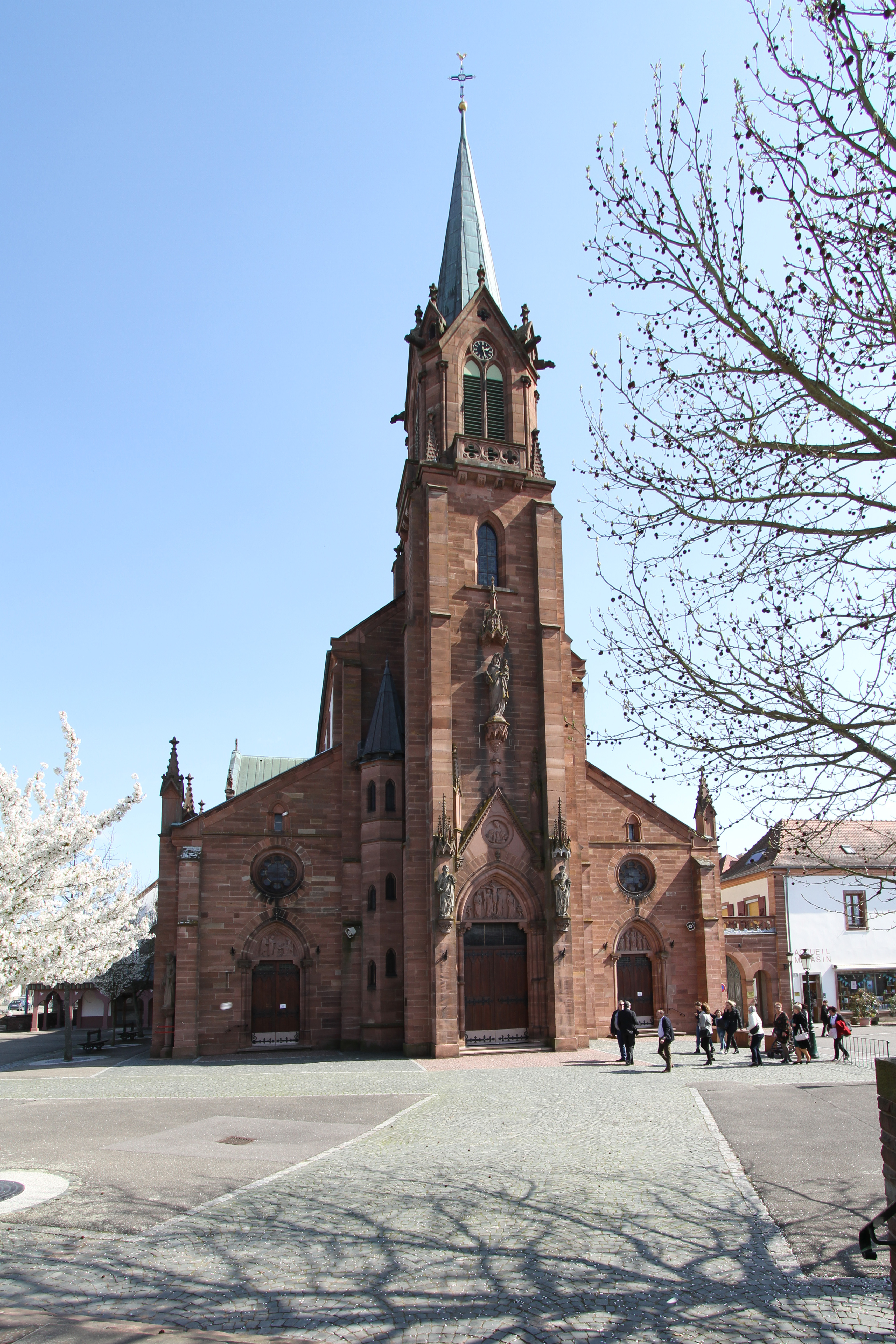
Fasada
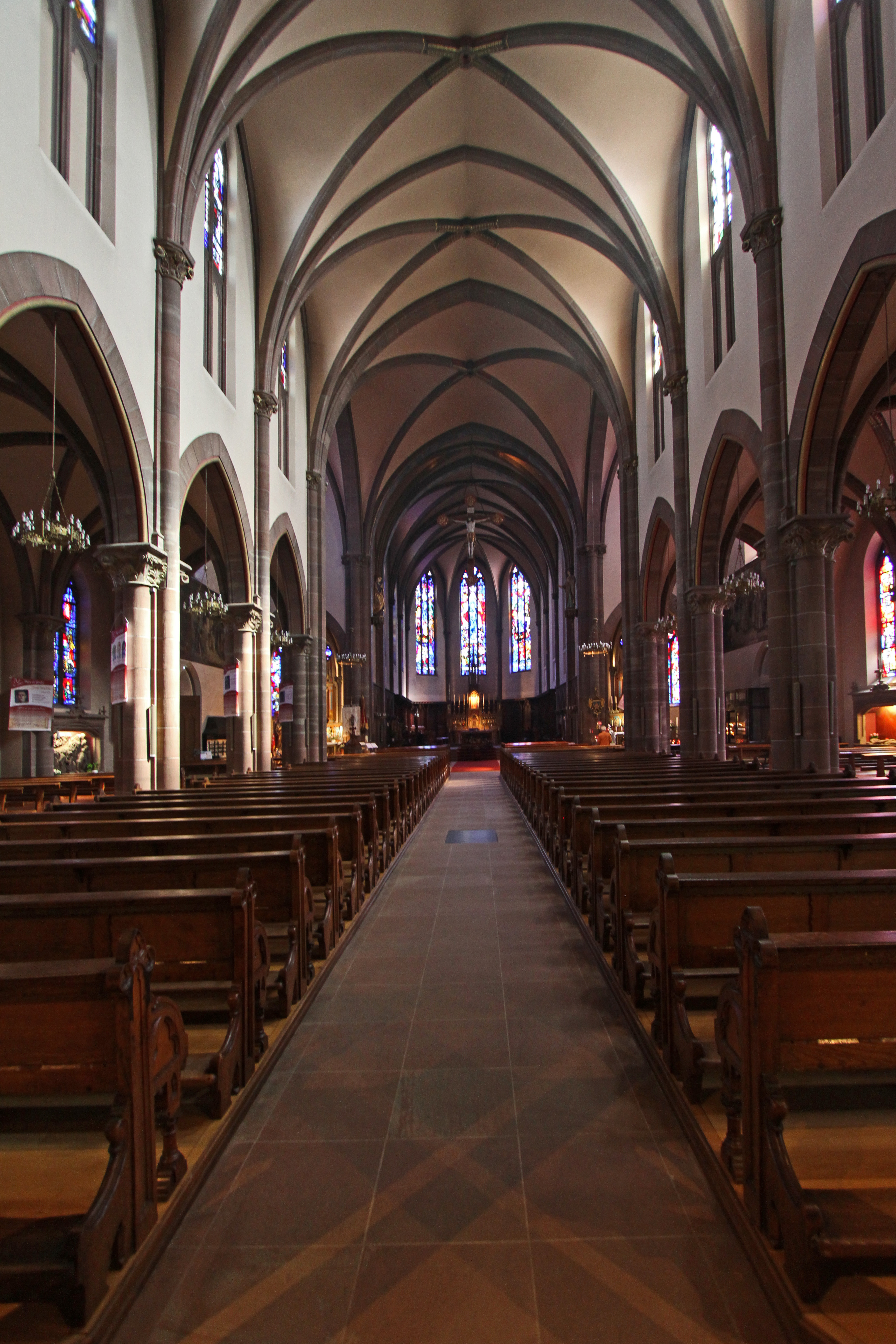
Wnętrze bazyliki
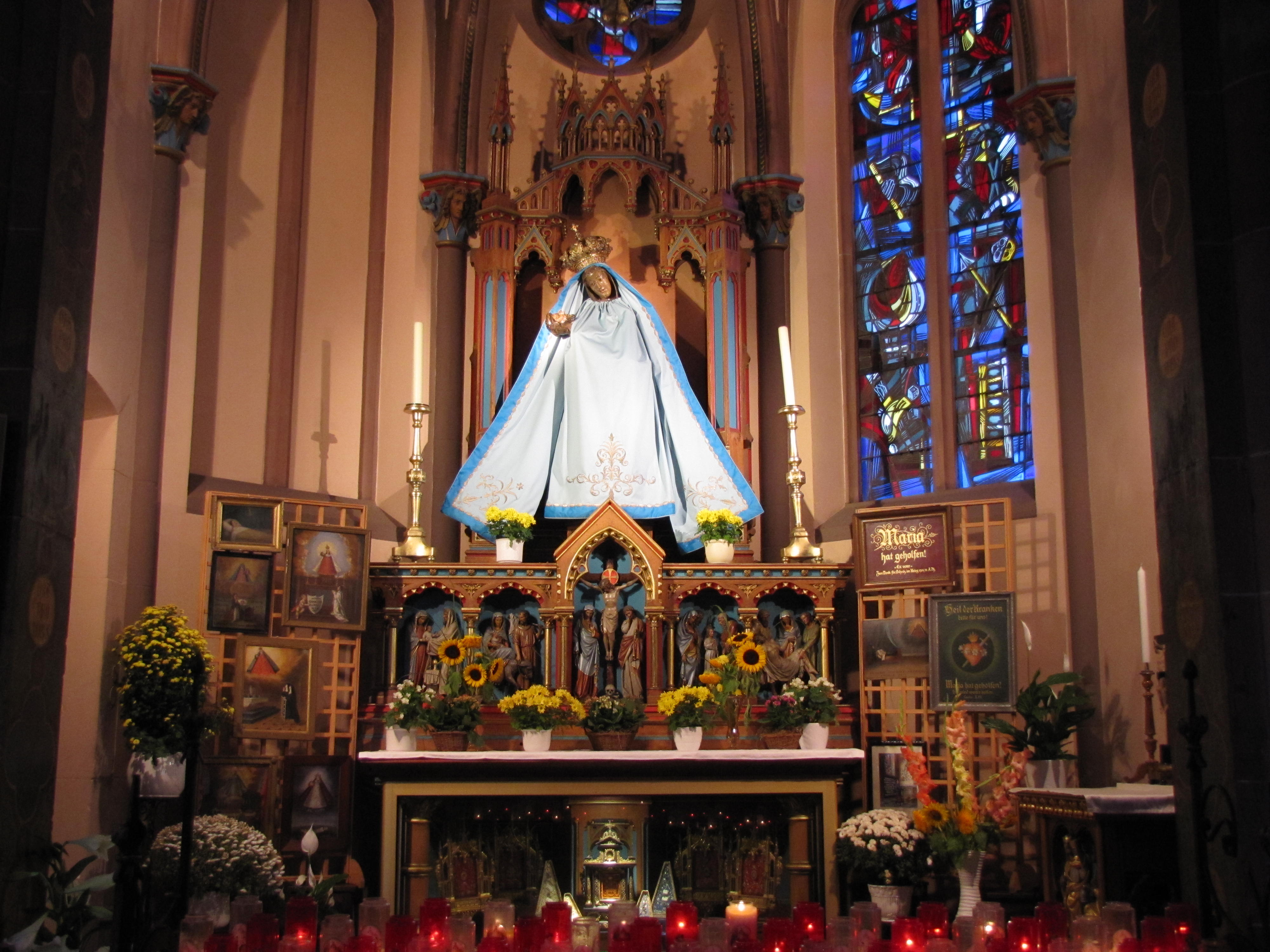
Figura Matki Bożej Litościwej
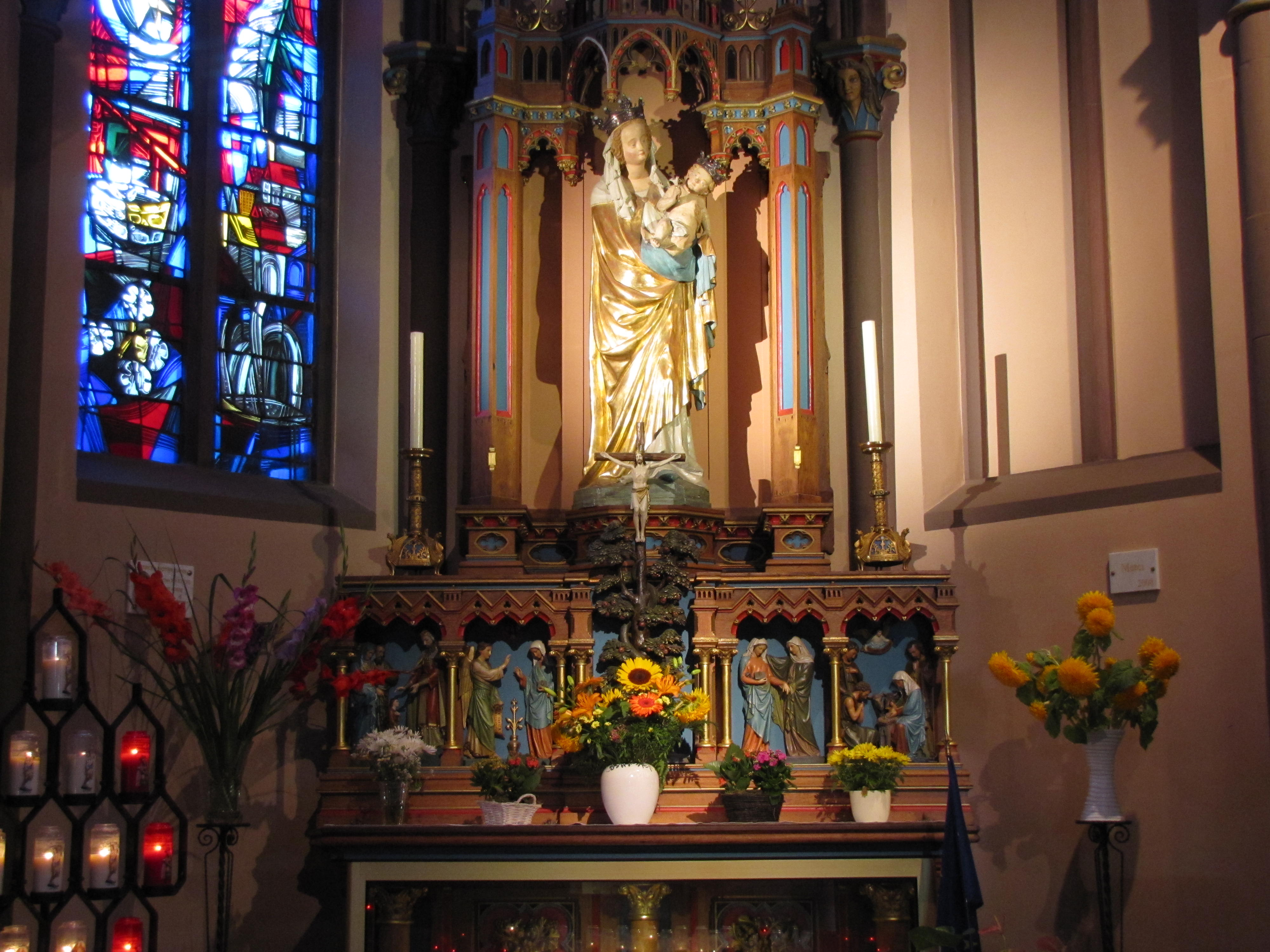
Figura Matki Bożej Radosnej
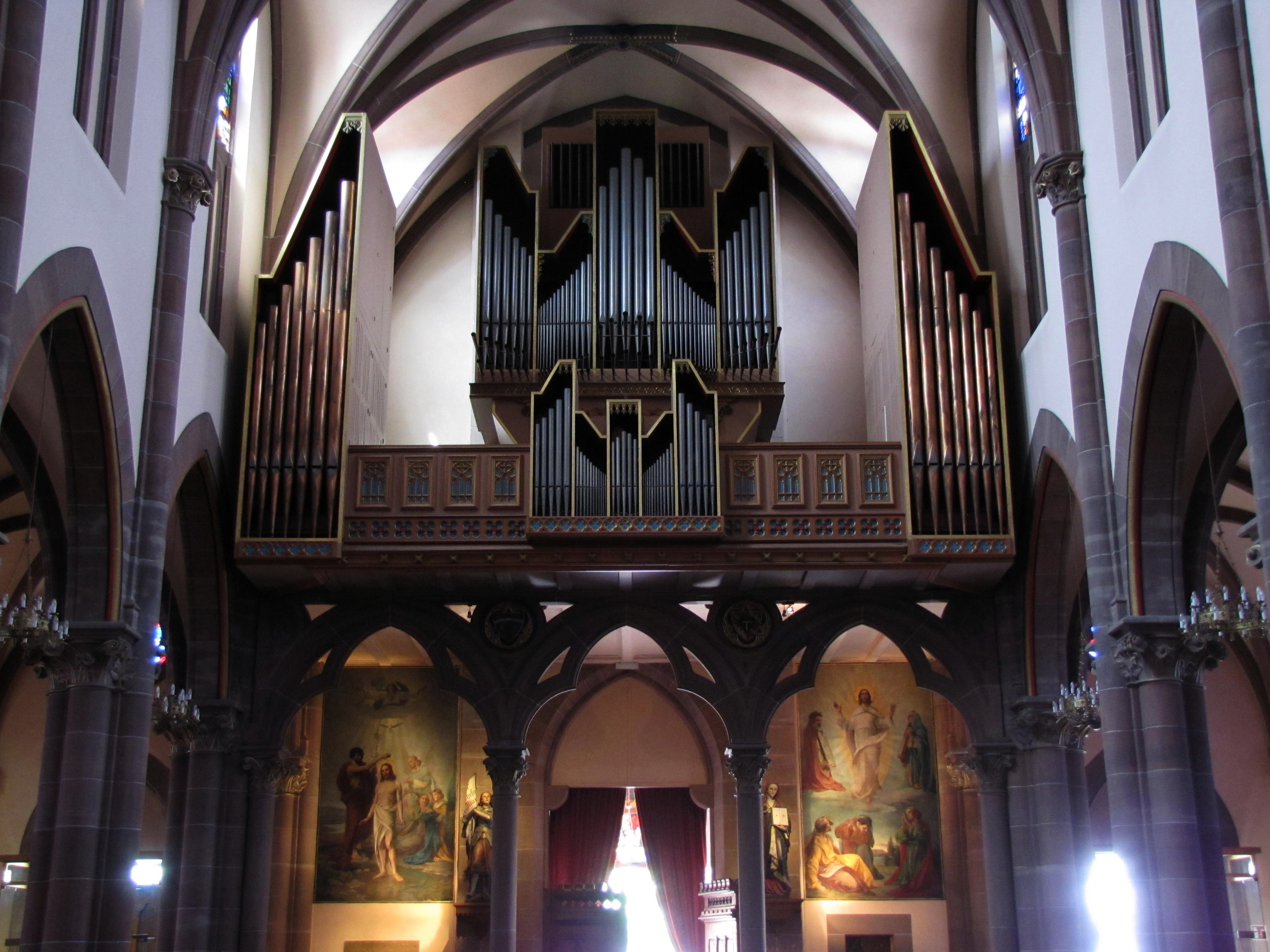
Organy